# Wallace Spearmon
Wallace Spearmon (ur. 24 grudnia 1984 w Chicago) – amerykański lekkoatleta, sprinter, 4-krotny medalista mistrzostw świata, na igrzyskach w Pekinie wywalczył brązowy medal w biegu na 200 m, ale został zdyskwalifikowany za przekroczenie swojego toru.
Znaczące sukcesy w biegach sprinterskich odnosił również jego ojciec, Wallace Spearmon Senior, który był m.in. złotym medalistą Uniwersjady (bieg na 200 m, Zagrzeb 1987).

## Sukcesy
| Rok  | Zawody                    | Miasto    | Miejsce | Konkurencja        | Czas    |
| ---- | ------------------------- | --------- | ------- | ------------------ | ------- |
| 2005 | Mistrzostwa świata        | Helsinki  | 2.      | Bieg na 200 m      | 20,20   |
| 2005 | Światowy Finał IAAF       | Monako    | 3.      | Bieg na 200 m      | 20,21   |
| 2006 | Halowe mistrzostwa świata | Moskwa    | 1.      | Sztafeta 4 x 400 m | 3:03,24 |
| 2006 | Światowy Finał IAAF       | Stuttgart | 2.      | Bieg na 200 m      | 19,88   |
| 2006 | Puchar świata             | Ateny     | 1.      | Bieg na 200 m      | 19,87   |
| 2006 | Puchar świata             | Ateny     | 1.      | Sztafeta 4 x 100 m | 37,59   |
| 2007 | Mistrzostwa świata        | Osaka     | 3.      | Bieg na 200 m      | 20,05   |
| 2007 | Mistrzostwa świata        | Osaka     | 1.      | Sztafeta 4 x 100 m | 37,78   |
| 2007 | Światowy Finał IAAF       | Stuttgart | 2.      | Bieg na 200 m      | 20,18   |
| 2009 | Mistrzostwa świata        | Berlin    | 3.      | Bieg na 200 m      | 19,85   |
| 2009 | Światowy Finał IAAF       | Saloniki  | 2.      | Bieg na 200 m      | 20,21   |
| 2010 | Puchar interkontynentalny | Split     | 1.      | Bieg na 200 m      | 19,95   |
| 2015 | Igrzyska panamerykańskie  | Toronto   | 1.      | Sztafeta 4 x 100 m | 38,27   |

Zwycięzca łącznej punktacji Diamentowej Ligi 2010 w biegu na 200 metrów.

## Rekordy życiowe
- bieg na 100 m - 9,96 / 9,92w
- bieg na 200 m - 19,65 (ustanowiony w Południowej Korei, 2006 r.)
- bieg na 400 m - 45,22
- bieg na 200 m (hala) - 20,10 (drugi wynik w historii światowej lekkoatletyki)
- bieg na 300 m (hala) - 31,88 (2006) rekord świata
- bieg na 400 m (hala) – 46,16 (2005)

W lutym 2006 Spearmon biegł na drugiej zmianie amerykańskiej sztafety 4 x 400 metrów, która z wynikiem 3:01,96 ustanowiła najlepszy wynik w historii tej konkurencji w hali.